# Delaware River–Turnpike Toll Bridge
Die Delaware River–Turnpike Toll Bridge ist eine Autobahnbrücke, die den Interstate 95 auf dem weniger dicht bebauten Gebiet zwischen Trenton und Philadelphia über den Delaware River führt und Bucks County in Pennsylvania mit Burlington County in New Jersey verbindet.
Die Interstate 95 wird hier auch Pennsylvania Turnpike bzw. New Jersey Turnpike Extension genannt und ist mautpflichtig. Die New Jersey Turnpike Extension ist ein zur Brücke führender Abzweig des New Jersey Turnpike. Örtlich wird die Brücke auch Turnpike Connector Bridge genannt.

## Beschreibung
Die Brücke hat heute in jeder Richtung zwei Fahrstreifen mit einer Betonleitwand in der Mitte und beidseitigen Pannenstreifen. Ursprünglich hatte sie sechs Fahrspuren ohne mittlere Abtrennung und ohne Pannstreifen. Sie überquert den Fluss in einer lichten Höhe von 41 m (135 ft), der für die Schifffahrt an der Ostküste seit der Brooklyn Bridge regelmäßig vorgeschriebenen Höhe.
Um aus der flachen Umgebung auf diese Höhe zu gelangen, braucht sie lange Rampenbrücken. Das gesamte Bauwerk hat daher eine Länge von 2003 m (6571 ft), wobei die westliche Rampe auch noch kleinere Straßen in einem Wohngebiet, eine Eisenbahnstrecke und einen Highway überquert.
Die eigentliche Brücke über dem Fluss ist 416 m (1366 ft) lang und 27 m (90 ft) breit. Der große Bogen hat eine Stützweite von 207,9 m (682 ft), die beiden Seitenöffnungen sind 103,9 m (341 ft) weit. Der Bogen erreicht eine Höhe von 80,7 m (265 ft) über dem Wasser.
In konstruktiver Hinsicht ist es eine Stabbogenbrücke mit einem alle drei Felder überspannenden Durchlaufträger, bei dem die horizontalen Kräfte aus den beiden Bögen von dem Fahrbahnträger aufgenommen und neutralisiert werden. Das Gewicht der Brücke lagert auf den schlanken Pfeilern, die praktisch nur lotrechte Lasten aufnehmen müssen. Diese Bauweise wurde erstmals 1929 bei der Lake Champlain Bridge ausgeführt und seither in den USA bei einer Reihe von stählernen Fachwerkbrücken wiederholt.
Die Rampenbrücken haben parallelgurtige Fachwerkträger.
Im Januar 2017 wurde ein Bruch eines Stahlträgers in der westlichen Rampenbrücke entdeckt, der erstaunlicherweise aber keine weiteren Folgen hatte. Die Brücke wurde gesperrt, die Rampe durch Hilfststützen stabilisiert und der Träger ersetzt. Anfang März konnte der Brücke wieder eröffnet werden.
Seit 2001 ist geplant, eine weitere Brücke direkt nebenan zu bauen, aber das Projekt wurde immer wieder verzögert.